# Notamphisopus kirkii
Notamphisopus kirkii är en kräftdjursart som först beskrevs av Charles Chilton 1906.  Notamphisopus kirkii ingår i släktet Notamphisopus och familjen Phreatoicidae. Inga underarter finns listade i Catalogue of Life.